# Весёлая Гора (Луганская область)
Весёлая Гора (укр. Весела Гора) — село, относится к Славяносербскому району Луганской области. Де факто — с сентября 2014 года населённый пункт контролируется Луганской Народной Республикой.

## История
В окрестностях Веселой Горы обнаружены остатки стоянок эпохи палеолита (около 20 тыс. лет тому назад), неолита (V—IV тыс. до н. э.) и поселение скифо-сарматских времен (VII в. до н. э. — III в. нашей эры).
Основал село Константин Николаевич Юзбаши (1724—1802) — бригадир русской армии, выходец из сербских граничар во владениях Габсбургов, один из первых военных поселенцев Славяносербии.
В качестве ранговой дачи около 1775 г. получил 9600 десятин земли между рр. Северский Донец и Лугань в Славяносербском (Донецком) уезде Азовской (затем Екатеринославской) губернии, где основал, заселил и обустроил несколько сел — Весёлая Гора и Александровка (Юзбашевка), в которых создал усадебные ансамбли и построил церкви — Благовещения Пресвятой Богородицы в Весёлой Горе (1776—1777) и Вознесения Господня в Александровке (1785—1791).

## Известные уроженцы
- Корда, Василий Егорович (1918—1944) — Герой Советского Союза (посмертно), командир пулемётного взвода 384-го отдельного батальона морской пехоты Одесской военно-морской базы Черноморского флота, младший лейтенант.

## География
Село расположено на правом берегу реки Северского Донца почти напротив города Счастье. К северо-западу от населённого пункта, по руслу Северского Донца проходит линия разграничения сил в Донбассе (см. Второе минское соглашение). Соседние населённые пункты: сёла Раёвка (выше по течению Северского Донца) на юго-западе, Обозное и Христово на северо-востоке, Паньковка (ниже по течению Северского Донца) на востоке, Приветное, Светлое и город Луганск на юго-востоке, село Лиман на юге.
Занимает площадь 1,657 км². Почтовый индекс — 93730. Телефонный код — 6473. Код КОАТУУ — 4424581101.
Одна из улиц в селе названа в честь уроженца села, Героя Советского Союза Василия Корды, участника Десанта Ольшанского.

## Население
Население по переписи 2001 года составляло 1197 человек.

## Местный совет
93730, Украина, Луганская обл., Славяносербский р-н, Весёлая Гора, ул. Калинина, д. 5